# Mormopterus
Mormopterus é um gênero de morcegos da família Molossidae.

## Espécies
- Mormopterus acetabulosus (Hermann, 1804)
- Mormopterus beccarii Peters, 1881
- Mormopterus doriae Andersen, 1907
- Mormopterus eleryi Reardon, Adams, McKenzie & Jenkins, 2008
- Mormopterus francoismoutoui Goodman, van Vuunen, Ratrimomanarivo, Probst & Bowie, 2008
- Mormopterus jugularis (Peters, 1865)
- Mormopterus kalinowskii (Thomas, 1893)
- Mormopterus loriae (Thomas, 1897)
- Mormopterus minutus (Miller, 1899)
- Mormopterus norfolkensis (J. E. Gray, 1840)
- Mormopterus phrudus (Handley, 1956)
- Mormopterus planiceps (Peters, 1866)